# Voivodat de Pomerània
Pomerània (en polonès Pomorze) és un dels 16 voivodats de Polònia, segons la divisió administrativa del 1998. Les principals ciutats són:
- Trójmiasto o "les Tres Ciutats" (1.035.000), aglomeració formada per:
  - Gdańsk, (Danzig en alemany) (456.700)
  - Gdynia (259.900)
  - Sopot (41.300)
- Słupsk (102.000)
- Tczew (61.600)
- Starogard Gdański (50.500)
- Wejherowo (46.900)
- Rumia (44.200)
- Chojnice (40.900)
- Kwidzyń (40.400)
- Malbork (40.100)
- Lębork (37.400)
- Kościerzyna (24.000)
- Pruszcz Gdański (22.300)